# Жак Демерс (важкоатлет)
Жак Демерс (англ. Jacques Demers, 27 липня 1960) — канадський важкоатлет.
Срібний призер Олімпійських Ігор 1984 року в категорії 75 кг.